# 定向 (向量空間)
数学中，实向量空间的一个定向（Orientation）是对哪些有序基是“正”定向以及哪些是“负”定向的一个选取。在三维欧几里得空间中，两个可能的基本定向分别称为右手系与左手系。但是定向的选取与基的手征性是独立的（尽管右手基典型地选为正定向，但它们也可规定为负定向）。

## 定义
设 V 是一个实向量空间，b1 和 b2 是 V 的两个有序基。线性代数中一个标准结论说存在惟一一个线性变换 A : V → V，将 b1 变为 b2。如果 A 的行列式为正，则称基 b1 与 b2 有相同定向（或一致定向）；不然它们有相反的定向。有相同定向的性质在 V 的所有有序基上定义了一个等价关系。如果 V 非零，恰好存在两个由这个等价关系决定的等价类。V 上一个定向是将其中一类置为 +1 而另一类为 -1 的一个规定。
每个有序基在一个等价类之中。故选取 V 的一个有序基决定了一个定向：选取的这个基的定向类规定为正的。例如：Rn 上的标准基在 Rn 上给出了一个标准定向。V 与 Rn 之间选取一个线性同构可给出 V 的一个定向。
基中元素的顺序是关键。顺序不同的两个基可差某个置换。它们可能有相同或相反的定向，取决于这个置换的符号 ±1。这是因为置换矩阵的行列式等于相应置换的符号。

### 零维
上面定义的定向概念对零维向量空间只有一个定向（因为空矩阵的行列式是 1）。但是对一个点规定不同的定向可能是有用的（例如，定向一维流形的边界）。定向的另一个与维数无关的定义如下：V 的一个定向是从 V 的有序基集合到集合 {\displaystyle \{\pm 1\}} 的映射，使得在正行列式基变更下不变而在负行列式基变更下给变符号（关于同态 {\displaystyle GL_{n}\to \pm 1} 等变）。零维向量空间的有序基有一个元素（空集），从而从这个集合到 {\displaystyle \{\pm 1\}} 有两个映射。
一个微妙之处在于零维向量空间是自然定向的，所以我们可以谈论一个定向是正的（与典范定向相同）或负的（不同）。一个应用是将微积分基本定理理解为斯托克斯定理的一个特例。
对此的两种看法是：
- 零维向量空间是一个点，存在惟一映射从一个点到一个点，所以每个零维向量空间自然与 {\displaystyle R^{0}} 等价，从而是定向的。
- 一个向量空间的 0 次外幂是底域 {\displaystyle K}，在这里是 {\displaystyle R^{1}}，它有一个定向（由标准基给出）。

## 其它观点

### 多重线性代数
对任意 n-维实向量空间 V，我们可构造 V 的 k-次外幂，记作 ΛkV。这是一个维数为 (n,k) 的向量空间。故向量空间 ΛnV （称为最高外幂）的维数为 1。即 ΛnV 就是实直线。这条直线上没有先天的选取哪个方向是正的。一个定向就是这样一个选取。任何非零线性形式 ω on ΛnV 决定了 V 的一个定向，当  ω(x) > 0 时规定 x 是正定向的。为了与基本的看法联系起来，我们说正定向基是那些 ω 取正数的（因为 ω 是一个 n-形式，我们可在 n 个向量的有序基上取值，给出 R 中一个元素）。形式 ω 称为一个定向形式（orientation form）。如果 {ei} 是 V 先给定的基而 {ei*} 是对偶基，则给出标准定向的定向形式是 e1*∧e2*∧…∧en*。
这与行列式观点的联系是：一个自同构 {\displaystyle T\colon V\to V} 的行列式可解释为在最高外幂上的诱导作用。

### 李群论
设 B 是 V 的所有有序基集合。则一般线性群 GL(V) 自由传递作用在 B 上（花哨的语言，B 是一个 GL(V)-torsor）。这意味着作为一个流形 B （非典范地）同构于 GL(V)。注意到群 GL(V) 不是连通的，而有两个连通分支，对于于变换的行列式的正负号（除了 GL0，这是平凡群故只有一个连通分支；这对应于一个零维向量空间的典范定向）。GL(V) 的单位分支记作 GL+(V)，由所有正行列式的变换组成。GL+(V) 在 B 上的作用不是传递的：有两个轨道，分别对应于 B 的连通分支。这两个轨道恰是上面所说的等价类。因为 B 没有特定的元素（即一个特别的基），故没有自然选取哪个分支是正的。将其与 GL(V) 对比，后者有一个特别的分支：单位分支。B 与 GL(V) 之间选取一个特别的同胚等价于选取一个特别的基，从而决定了一个定向。
更形式地：{\displaystyle \pi _{0}(GL(V))=(GL(V)/GL^{+}(V)=\{\pm 1\}}，{\displaystyle V} 中 
n-标架的斯蒂弗尔流形（Stiefel manifold）是一个 {\displaystyle GL(V)}-torsor，所以 {\displaystyle V_{n}(V)/GL^{+}(V)} 是 {\displaystyle \{\pm 1\}} 上一个 torsor，即它是两个点，选取其中一个便是一个定向。

## 流形上的定向
我们也可以讨论流形上的定向。n-维可微流形 M 上每一点 p 有一个切空间 TpM，这是一个 n-维实向量空间。每个这样的向量空间可规定一个定向。但是我们想知道是否可以选取定向使得它们从点到点“光滑变化”。由于某些拓撲限制，僅在某些情形才有可能。若在切空间上存在一个光滑定向，則該流形称为可定向的。关于流形的定向，参见可定向性一文。